# باسل مهدی
باسل مهدی (انگلیسی: Basil Mahdi; ۱ ژانویهٔ ۱۹۴۳ – ۳۱ مارس ۲۰۲۰) بازیکن فوتبال اهل عراق بود.
از باشگاه‌هایی که در آن بازی کرده‌است می‌توان به باشگاه فوتبال الشرطه (عراق) اشاره کرد.
وی همچنین در تیم ملی فوتبال عراق بازی کرده‌است.